# Balkan Electrique (album)
Balkan Electrique – debiutancki album zespołu Balkan Electrique. Wydany w roku 1991 nakładem wytwórni Arston.

## Lista utworów

### wyd. LP Arston 1991
źródło:.
Strona A
1. „Ya me podaj” – 4:30
2. „Smalltown Boy” – 4:12
3. „Wojtek for President” – 3:46
4. „No Longer with You” – 3:54
5. „Kochaj (Sexmix)” – 4:27

Strona B
1. „Kochaj, nie zabijaj” – 4:12
2. „Hijackers' Party” – 4:24
3. „Rano ya donka” – 3:01
4. „Kalino lyo” – 4:38
5. „Somewhere on the Moon” – 4:48

### wyd. CD Start 1991 –Kochaj, nie zabijaj
źródło:.
1. „Ya me podaj” – 4:30
2. „Smalltown Boy” – 4:12
3. „Wojtek for President” – 3:46
4. „No Longer with You” – 3:54
5. „Kochaj (Sexmix)” – 4:27
6. „Kochaj, nie zabijaj” – 4:12
7. „Hijackers' Party” – 4:24
8. „Rano ya donka” – 3:01
9. „Kalino lyo” – 4:38
10. „Somewhere on the Moon” – 4:48

bonusy
1. „Somewhere on the Moon” (part two) – 3:34
2. „Kochaj/Sexmix” (extended version) – 6:00
3. „Kalino lyo” (extended version) – 5:28

## Muzycy
źródło:.
- Violetta Najdenowicz – śpiew
- Sławomir Starosta – instrumenty klawiszowe, śpiew

oraz
- Jacek Hamela – instrumenty klawiszowe
- Mateusz Pospieszalski – saksofon altowy